# Bisbee (Arizona)
Bisbee es una ciudad ubicada en el condado de Cochise, Arizona, Estados Unidos. Tiene una población estimada, a mediados de 2022, de 5008 habitantes.

## Geografía
La localidad está ubicada en las coordenadas 31°23′53″N 109°55′55″O / 31.39806, -109.93194 (31.398036, -109.931834). Según la Oficina del Censo de los Estados Unidos, tiene una superficie de 13.41 km² de tierra y 0.002 km² de agua.

## Demografía
Según el censo de 2020, en ese momento la ciudad tenía una población de 4923 habitantes. La densidad de población era de 367.11 hab./km². El 71.74% de los habitantes eran blancos, el 0.83% eran afroamericanos, el 1.08% eran amerindios, el 0.53% eran asiáticos, el 0.04% eran isleños del Pacífico, el 7.50% eran de otras razas y el 18.28% eran de una mezcla de razas. Del total de la población, el 33.19% eran hispanos o latinos de cualquier raza.